# Józef Mehoffer
Józef Mehoffer (Ropczyce, 1869. március 19. – Wadowice, 1946. július 8.) lengyel festő, ólomüvegművész, grafikus, a Fiatal Lengyelország egyik vezető művésze, korának egyik legelismertebb lengyel képzőművésze.

## Élete

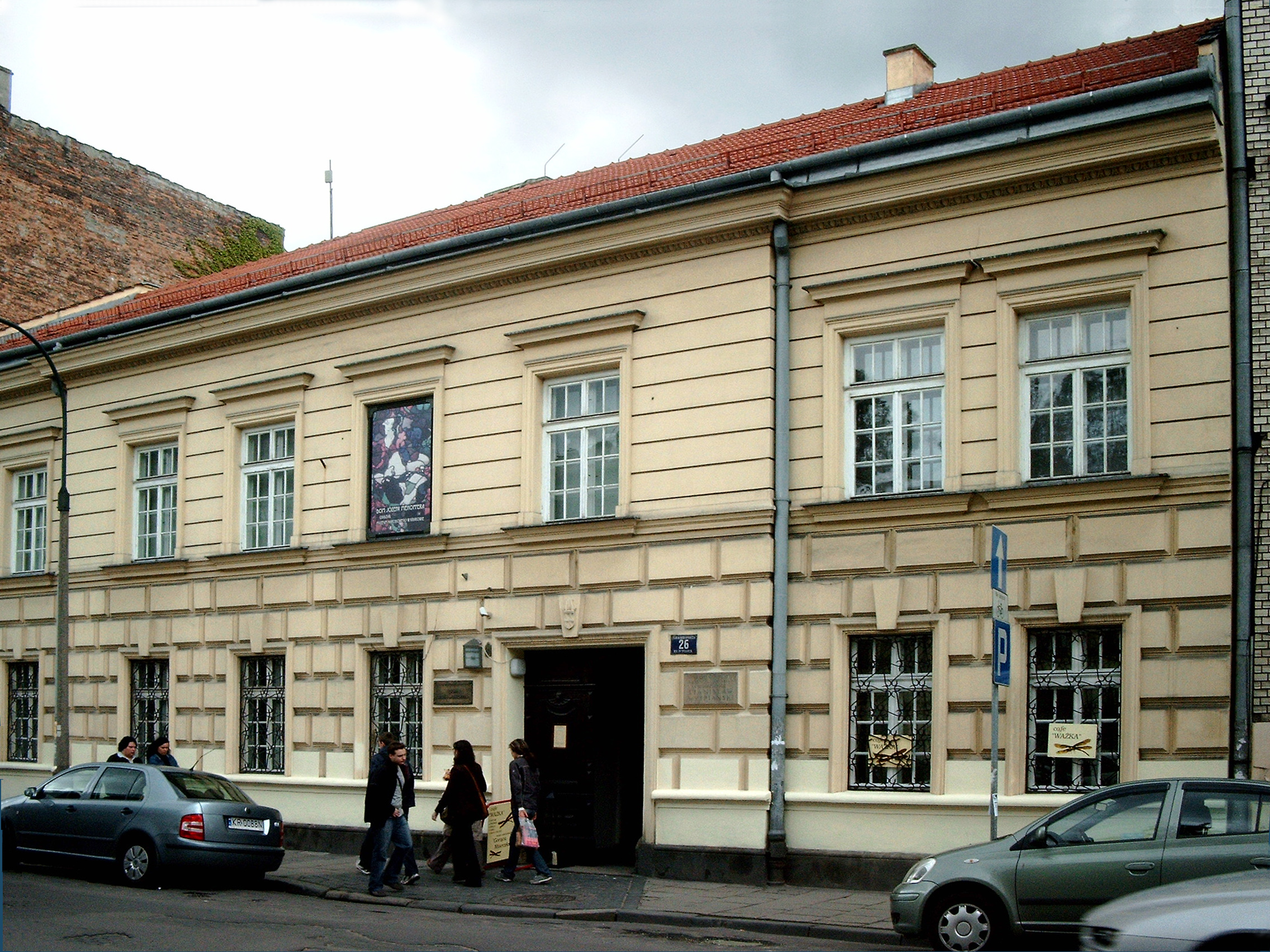
Józef Mehoffer Múzeum Krakkóban

Ropczyce-ban született, a Krakkói Képzőművészeti Akadémián tanult Władysław Łuszczkiewicznél. Később a Bécsi Képzőművészeti Akadémián, valamint Párizsban, többek között az Académie Colarossiban folytatta a festészettel kapcsolatos tanulmányait. Ott kezdett el portrékat festeni történelmi személyekről. Később más technikákkal is dolgozott, például grafikával, üvegfestéssel, rézkarcokkal, de könyvillusztrációkat is rajzolt. Színházi díszletterveket és stilizált bútorterveket készített.
Nemzetközi elismerést kapott a svájci Fribourgban található gótikus Szent Miklós-templomban 1895 és 1936 között készült ólomüveg ablakaiért. További ólomüvegtervei közé tartozik a balicei Radziwill-kápolna (1892), az opavai Grauer-kápolna (1901), a jutrosini templom (1902), a waweli Szent Kereszt-kápolna (1904), a goluchówi sírkápolna (1906), a bécsi Orgelmeister-kápolna (1910), a wloclaweki Szűz Mária Mennybemenetele székesegyház (1935–40), a przemysli székesegyház (1940) és a Krakkó melletti debniki templom (1943). A tureki Jézus Szíve templomban az általa tervezett ólomüvegek és falfestmények láthatók. Gyakran dolgozott együtt Stanisław Wyspiańskival és Jan Matejkóval.
Wadowicében halt meg, a Rakowicki temetőben nyugszik.

## Képgaléria

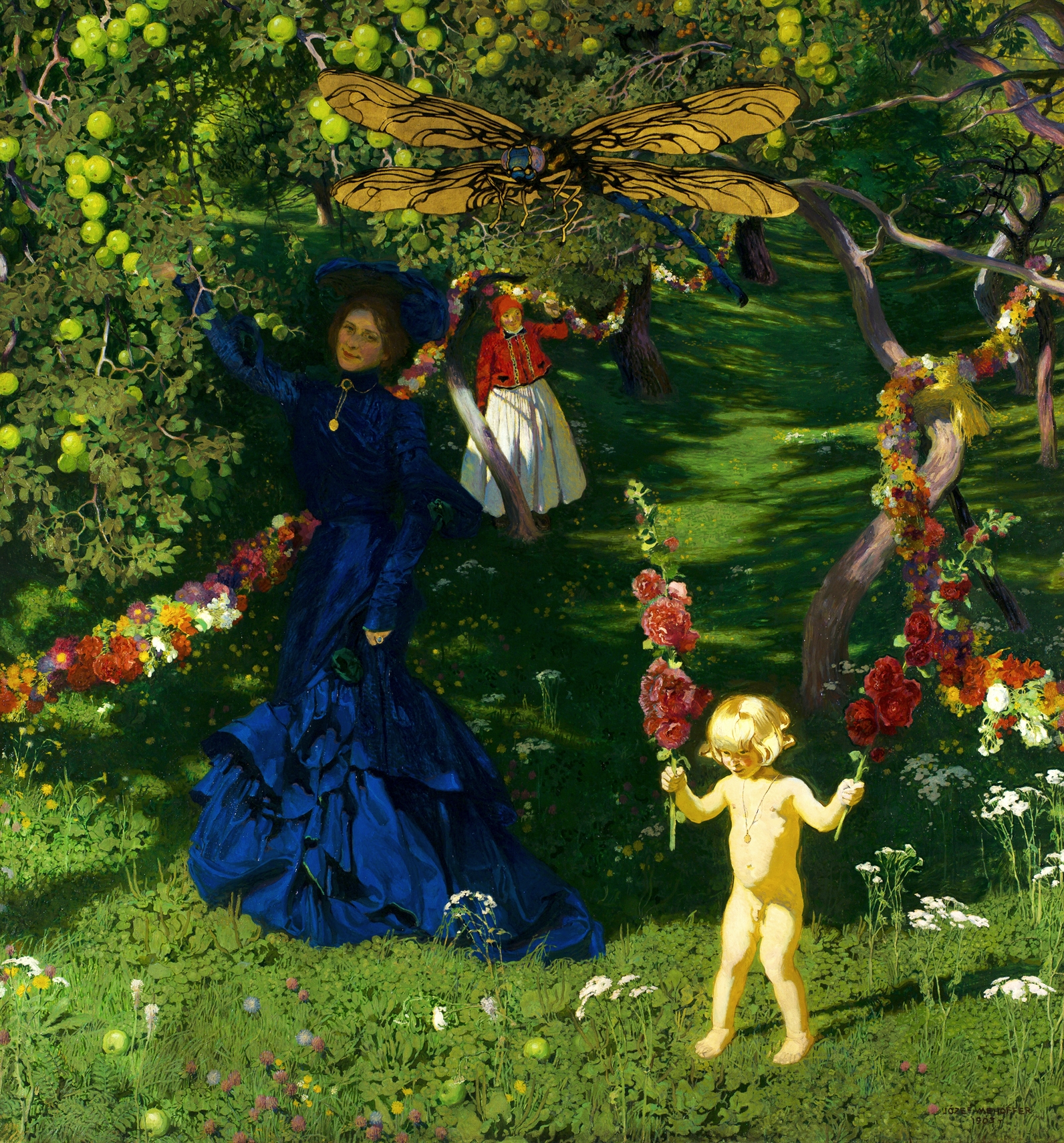
Furcsa kert (1902-1903)
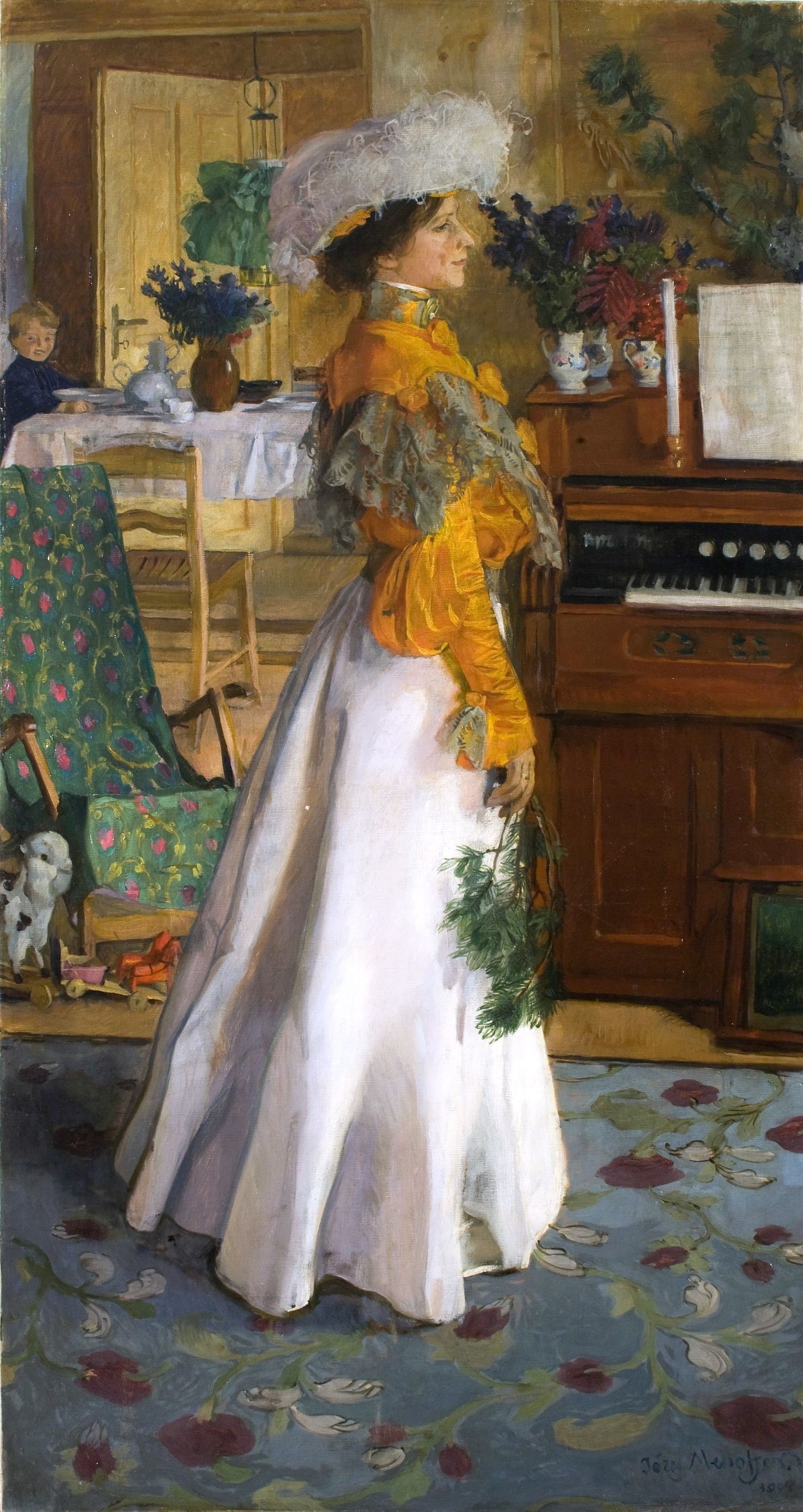
A felesége (1904)
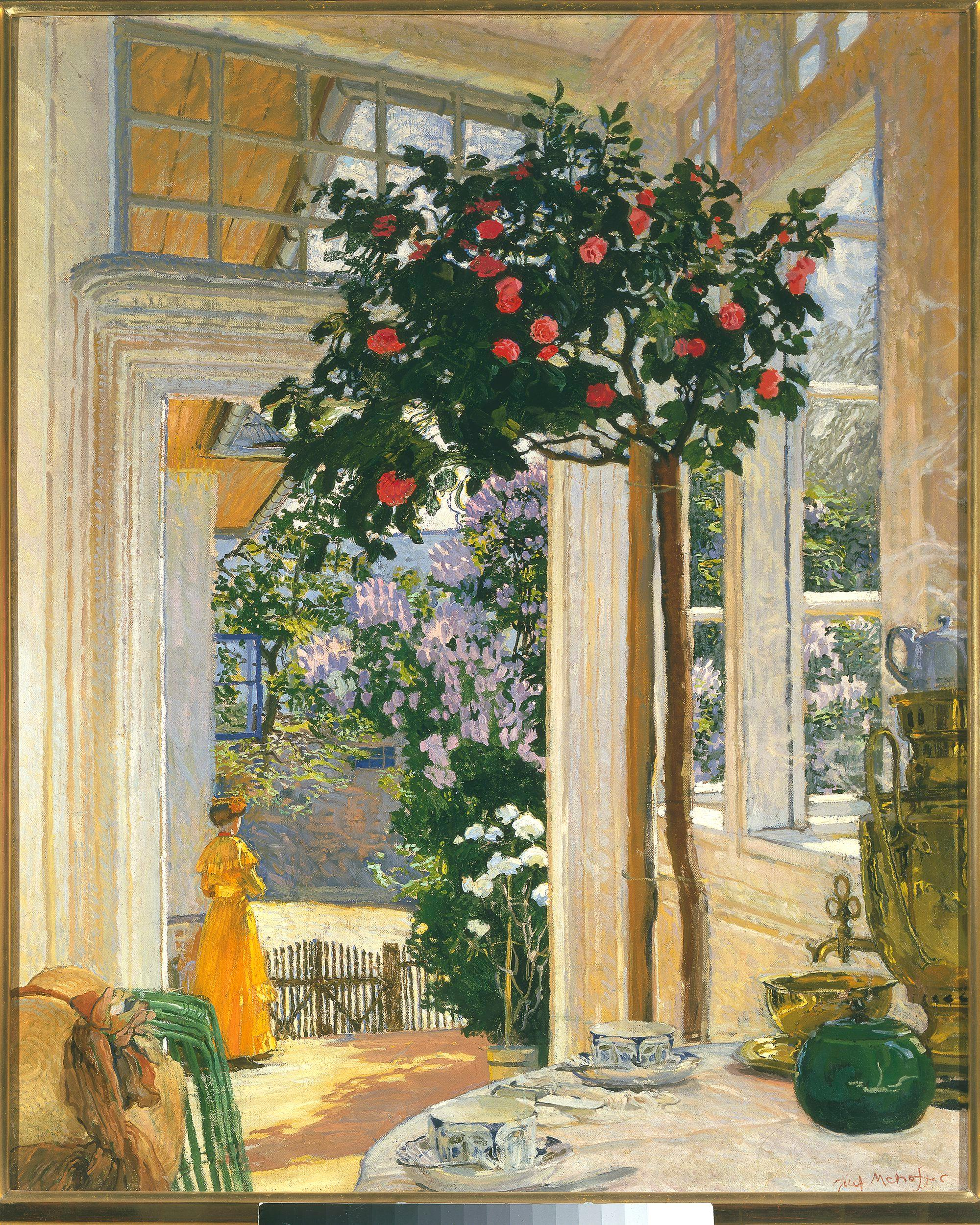
Májusi nap (1911)
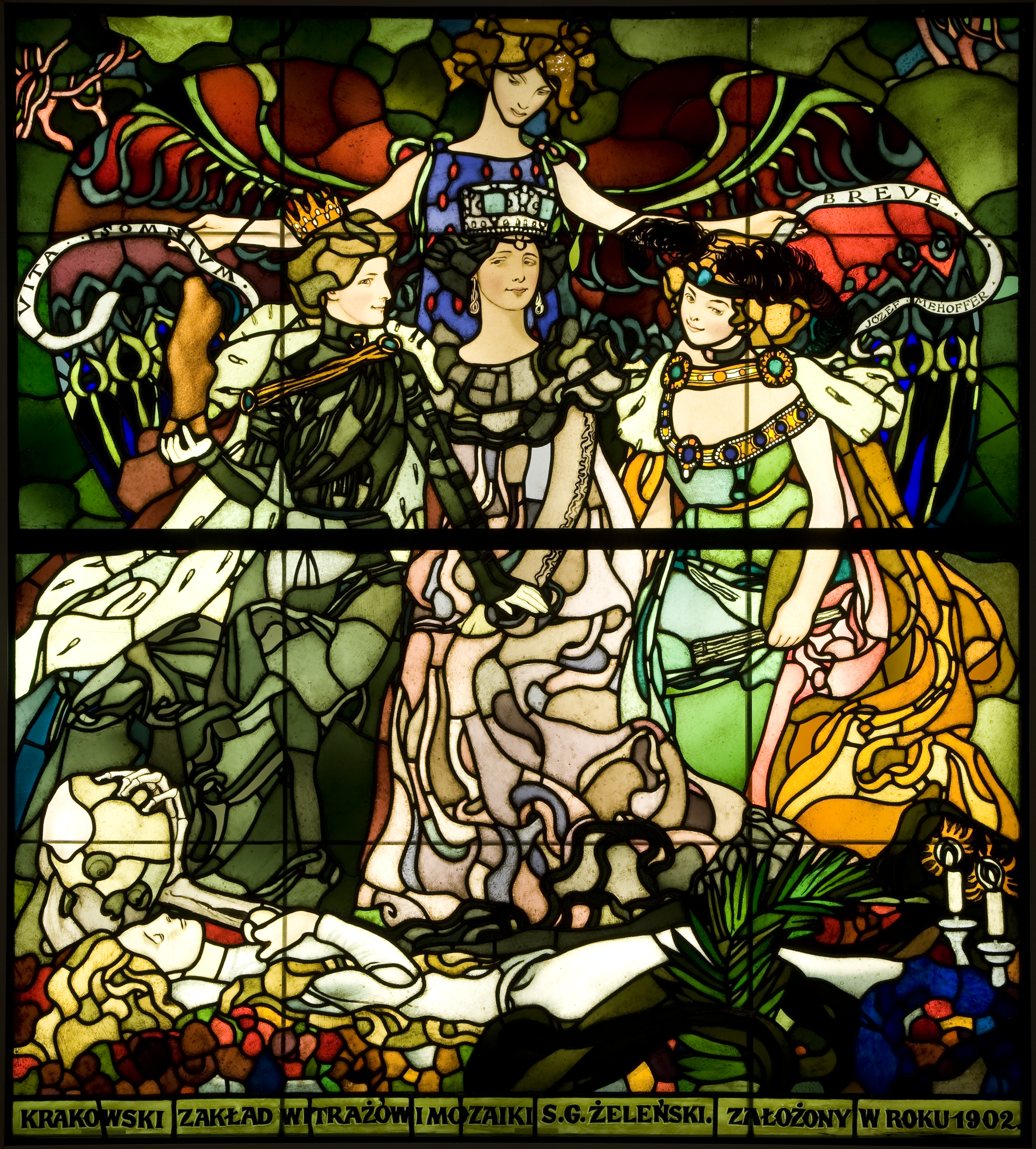
Vita somnium breve [12] (1895)
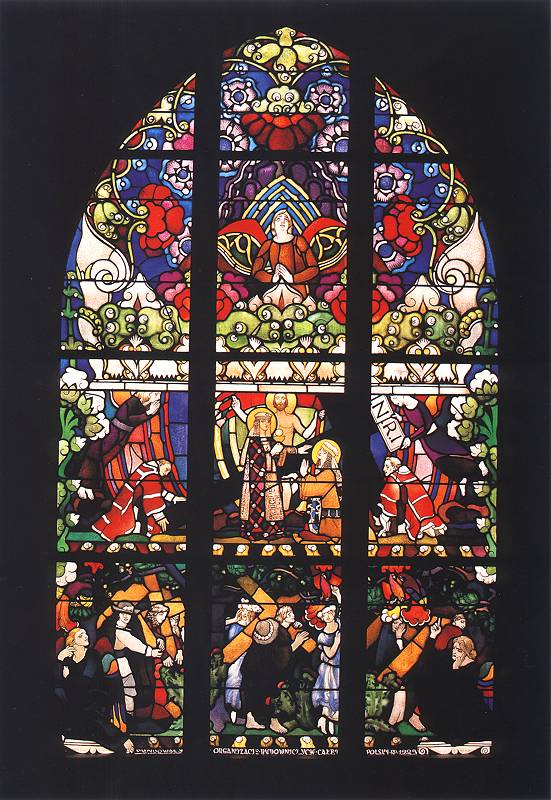
A Szent Kereszt kápolna belseje, Waweli székesegyház
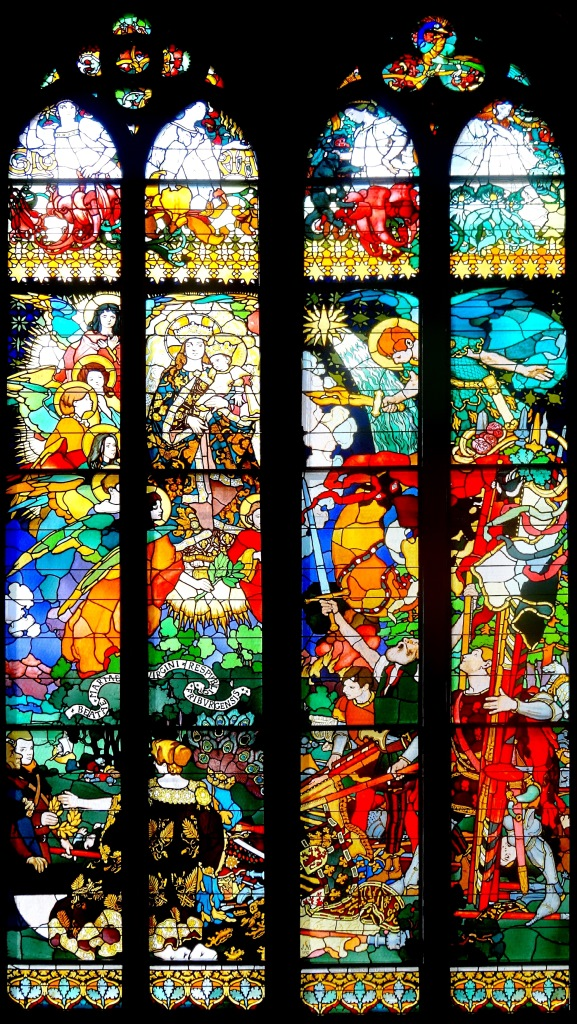
Üvegfestmények a fribourgi katedrálisban
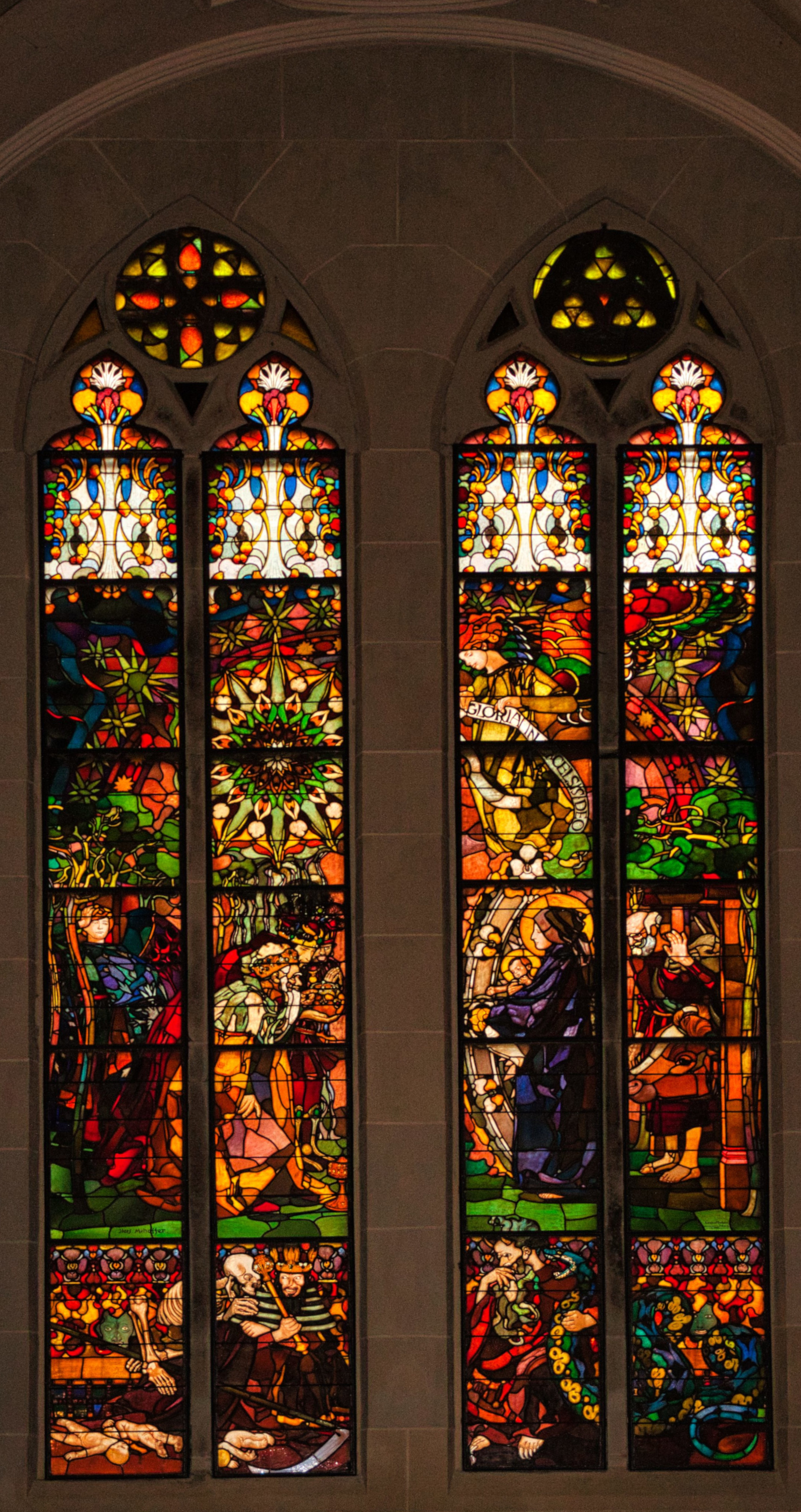
A Háromkirályok ablaka Fribourgban
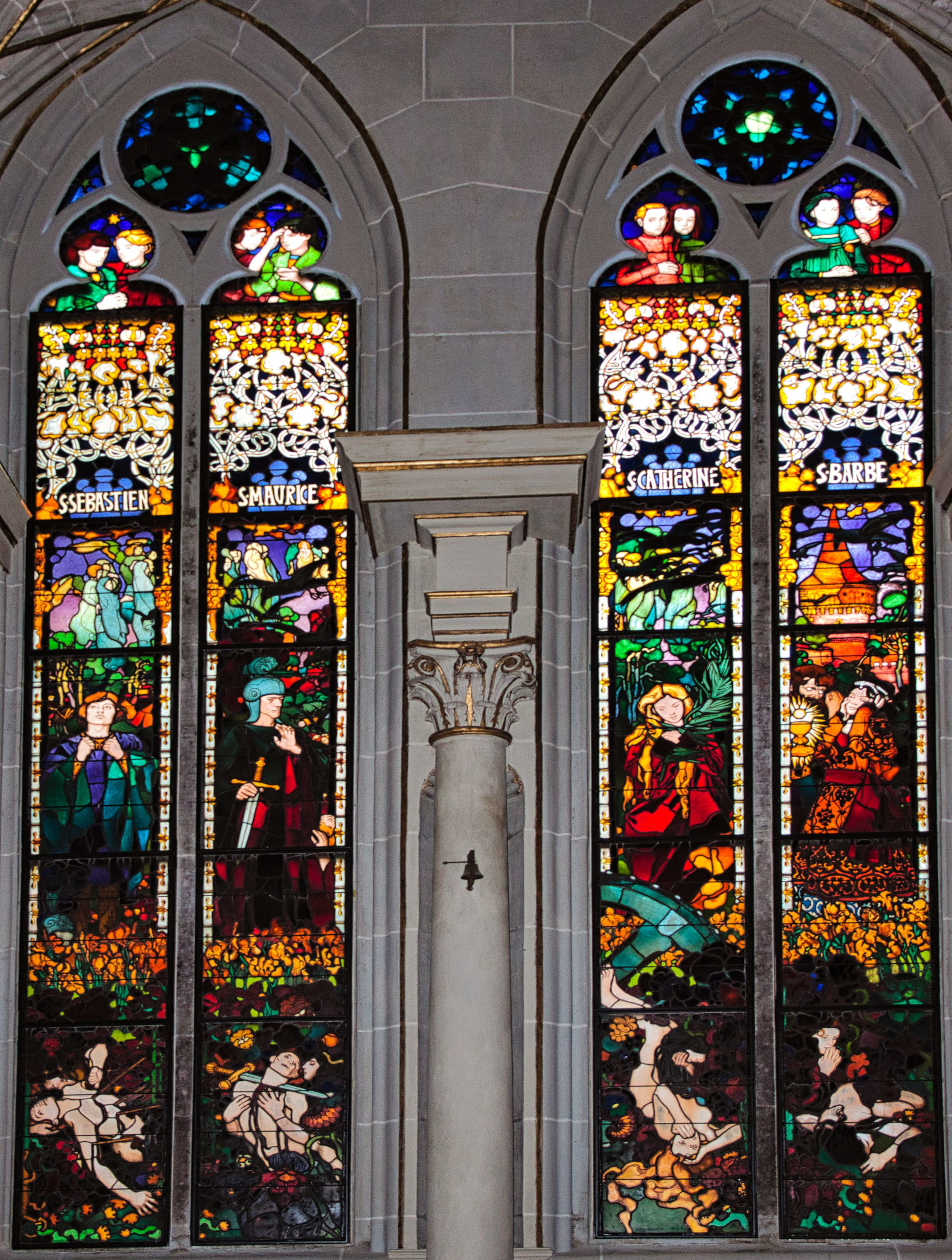
A mártírok ablaka a svájci Fribourgban
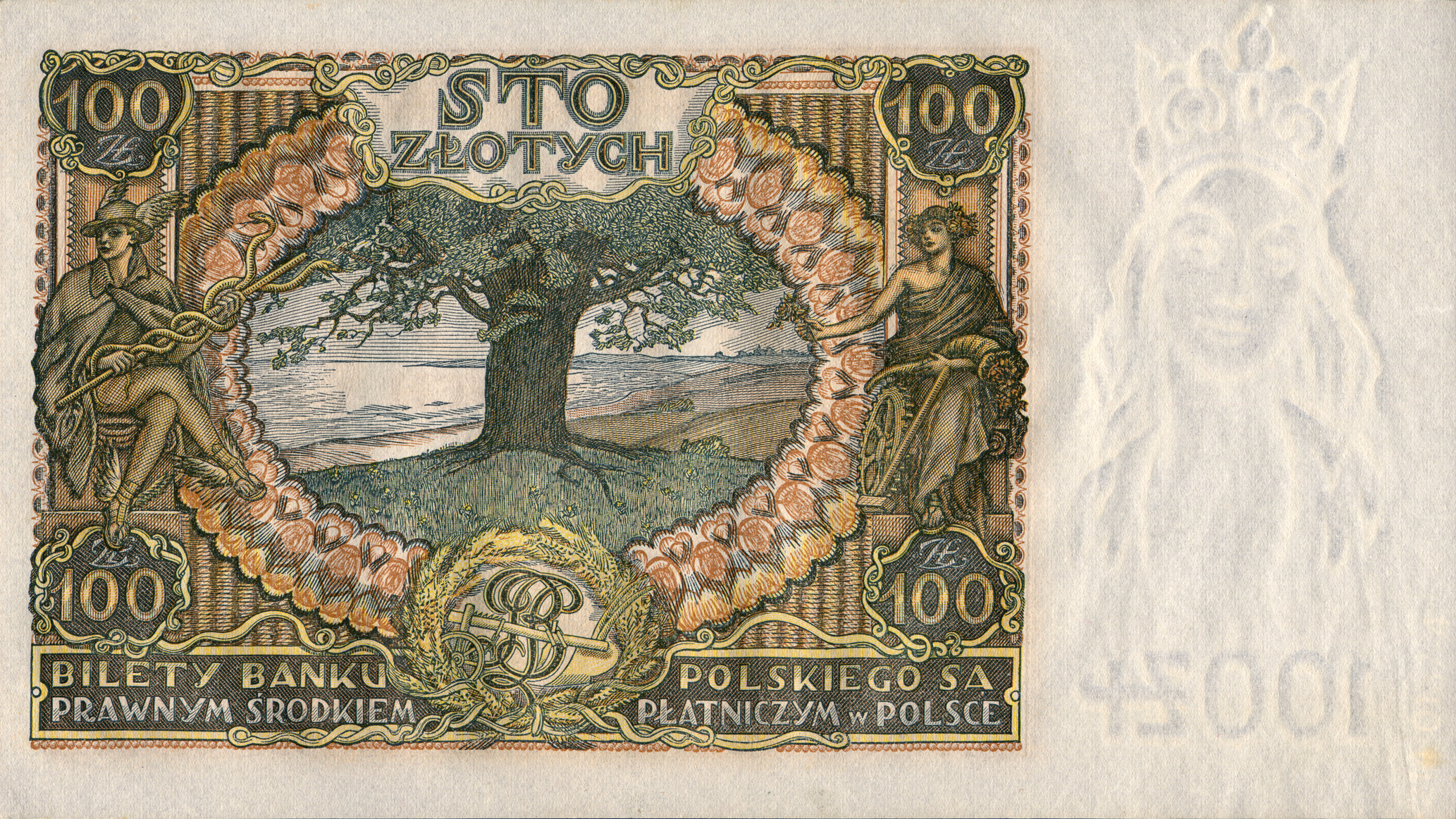
A 100 złotys pénzjegy (1934)
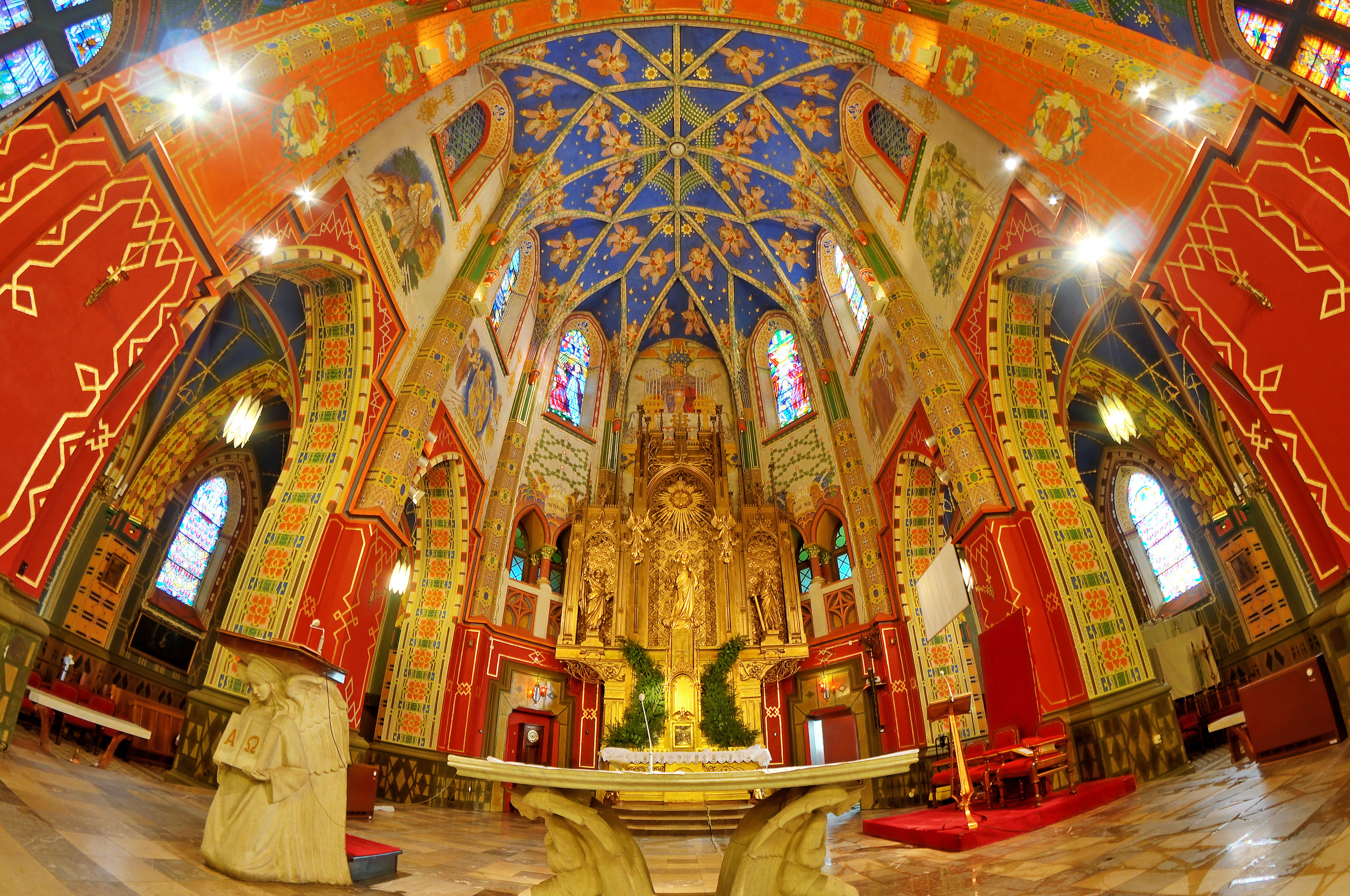
A tureki székesegyház belső tere

## Fordítás
- Ez a szócikk részben vagy egészben  a   Józef Mehoffer című angol Wikipédia-szócikk ezen változatának fordításán alapul.  Az eredeti cikk szerkesztőit annak laptörténete sorolja fel. Ez a jelzés csupán a megfogalmazás eredetét és a szerzői jogokat jelzi, nem szolgál a cikkben szereplő információk forrásmegjelöléseként.